# 俄羅斯在敘利亞內戰的軍事介入
俄羅斯在敘利亞內戰的軍事介入指俄羅斯在叙利亚内战中採取的軍事行動，俄軍從2015年9月30日開始向敘利亞反政府武裝展開空襲。在此之前俄羅斯已經向敘利亞政府提供武器，俄羅斯的軍事行動也得到敘利亞政府同意。俄軍在初期戰術打擊了伊斯蘭國，後因受制於烏克蘭投入大量軍事資源，2024年其支持的阿薩德政權崩潰，目前兩個地中海沿岸的軍事基地去向還未決定。

## 背景
自從以美國為首的多國聯軍於2014年中在伊拉克和敘利亞展開針對伊斯蘭國等恐怖組織的空襲以來，對伊斯蘭國及努斯拉陣線等造成的打擊有限。到2015年，在土耳其、沙特阿拉伯和卡塔爾加強援助敘利亞反政府武裝後，敘利亞政府軍在多處戰場上節節敗退，而包括伊斯蘭國和努斯拉陣線等恐怖組織在內的反政府武裝則不斷挺進。敘利亞政府向盟友俄羅斯請求出兵援助。俄羅斯以防止伊斯蘭恐怖分子奪得敘利亞後向外擴展並入侵俄羅斯為由，部署向敘利亞出兵，以挽救敘利亞政府。俄羅斯增派戰機和裝備到位於敘利亞港口城市拉塔基亚的俄軍基地，並且與伊朗、伊拉克和敘利亞組成反伊斯蘭國的聯盟。
2015年9月30日，俄羅斯國會上議院通過授權俄軍在敘利亞行動的議案。

## 行動

### 2015年
俄羅斯空軍在2015年9月30日開始空襲。
2015年10月初，有報道指在俄軍的打擊下，約3,000名包括伊斯蘭國成員在內的反政府軍已逃離敘利亞。
2015年10月7日，在裏海的4艘俄國軍艦發射多枚巡航導彈攻擊敘利亞境內的伊斯蘭國目標。在俄軍空中火力支援下，敘利亞政府軍在哈馬省和伊德利卜省向反政府軍展開地面攻勢。
2015年10月9日，俄方宣稱在過去24小時內俄軍的空襲炸死大約300名武裝分子。
2015年10月，俄敘方面宣稱空襲一星期後已摧毀伊斯蘭國在敘利亞境內大約4成的基礎設施。至10月中，敘政府軍陸續收復在敘利亞西北部的多處失地。在哈馬省戰鬥的一個反政府武裝組織的一位高層指俄軍的空襲非常準確地命中目標。
2015年11月20日，「叙利亚人权观察组织」宣稱俄軍的空襲已造成1,331人喪生，當中約三分之二是戰鬥人員，伊斯蘭國有381名成員喪生，努斯拉陣線和其它反政府武裝有547人喪生。同日俄羅斯國防部長谢尔盖·绍伊古表示代尔祖尔附近的一個伊斯蘭國目標被俄軍以巡航導彈攻擊，600多名武裝分子被炸死，而俄軍在該星期內炸毀敘利亞境內伊斯蘭國15處石油提煉和儲存設施，以及525輛運油車。俄軍其後炸毀更多運油車，以打擊伊斯蘭國的石油收入。
俄軍針對伊斯蘭國石油目標的空襲被指損害土耳其的利益。2015年11月24日，一架俄軍蘇-24M戰鬥轟炸機在執行任務時被土耳其空軍擊落，其中一名機員在跳傘逃生過程中被地面反政府武裝射殺，而一架俄軍直升機進行搜救時也被地面反政府武裝開火擊中被迫降落，機上一名俄軍士兵喪生。事件引致俄土關係急劇惡化，俄羅斯更指責土耳其總統埃爾多安及其家人與伊斯蘭國的石油貿易有關連。俄軍事後在敘利亞部署S-400防空導彈系統，調動「莫斯科號」導彈巡洋艦到土敘邊境外海，並且加派戰鬥機為戰鬥轟炸機護航。
2015年12月11日，俄罗斯总统普京在俄国防部年度会议上表示，俄军在援助叙利亚政府军的同时还支持了自由叙利亚军。普京称，“我们（俄罗斯）向他们（自由叙利亚军）和叙政府军提供空中支持，以及武器、弹药和物资援助”。这也是俄罗斯官方首次证实俄方向叙利亚反对派武装提供支援。不過克里姆林宮發言人稍後澄清俄羅斯只會向「敘利亞阿拉伯共和國的合法當局」供應武器。自由敘利亞軍也否認得到任何來自俄羅斯空軍的直接支援，並表示繼續遭到他們轟炸。

### 2016年
2016年1月20日，叙利亚人权观察组织宣稱俄軍的空襲自9月30日以來已造成超過3,000人喪生，包括893名伊斯蘭國成員、1,141名努斯拉陣線及其它反對派武裝分子及1,015名平民。
2016年3月14日，俄罗斯总统普京下令，因“俄军军事任务已经完成”，从15日起从叙利亚撤出俄执行空中打击的空天部队主要力量，但俄方在叙境内保留用于支持航空飞行的军事据点。俄羅斯國防部長谢尔盖·绍伊古表示自從俄軍展開行動後，敘利亞政府已收復超過1萬平方公里的國土。普京於2016年3月17日表示俄羅斯在過去5個多月的軍事行動中耗費330億盧布（約等於4.8億美元）。
2016年3月18日，「敘利亞人權觀察」宣稱俄軍空襲已造成超過4,600人喪生，當中包括1,276名伊斯蘭國成員、1,567名其他反政府武裝人員及1,799名平民。
2016年3月下旬，俄軍協助敘政府軍收復被伊斯蘭國佔據的古城巴尔米拉，俄軍戰機於一晝夜間炸死超過100名伊斯蘭國恐怖分子。
2016年5月30日，「敘利亞人權觀察」宣稱俄軍空襲已造成超過6,000人喪生，當中包括2,270名伊斯蘭國成員、1,971名其他反政府武裝人員及2,099名平民。
2016年8月1日，俄軍一架Mi-8直升機在敘利亞伊德利卜省被反政府武裝擊落，5名俄軍喪生。
2016年8月16日，俄罗斯联邦国防部確認已在伊朗部署轟炸機，以伊朗為基地的俄軍飛機於同日開始到敘利亞執行轟炸任務。8月17日，俄罗斯国防部宣稱當日從伊朗起飛的俄軍戰機在叙利亚代尔祖尔省炸死150多名伊斯兰国武裝分子。
2016年8月20日，「敘利亞人權觀察」宣稱俄軍空襲已造成超過8,000人喪生。
2016年12月25日，俄軍一架以敘利亞為目的地的圖-154飛機從索契起飛後不久在黑海墜毀，機上92人全數罹難。

### 2017年及以後
2017年12月，俄总统普京宣布从叙利亚撤出一部分军隊，剩餘俄军继续驻留赫迈米姆空军基地和塔尔图斯海军基地。
2018年2月3日，一架俄軍Su-25攻擊機在伊德利卜省被反政府武裝以肩托式地對空導彈擊落，機師跳傘着陸後與武裝分子戰鬥，最後引爆手榴彈自盡。
2018年3月6日，俄軍一架安托諾夫An-26運輸機在叙利亚赫梅米姆空军基地降落時墜毀，機上39人無人生還。
2018年9月17日，俄軍一架IL-20電子偵察機在地中海上空被敘利亞的防空導彈錯誤擊落，機上15人全部喪生。
2020年8月18日，俄軍少將维亚切斯拉夫·弗拉基米罗维奇·格拉德基赫在代尔祖尔市附近被路邊炸彈炸死。
2022年10月，儘管美俄兩國因為俄烏戰爭關係不佳，在敘利亞也分屬不同派系，但該國內戰因是多派混戰狀態，目前兩軍關係仍能夠正常化，沒有發生過嚴重衝突。
2024年叙利亚反对派攻势期間，俄罗斯再次對叙利亚反对派发动空袭，但未能阻止叙利亚反对派的攻势，最終阿萨德政权垮台。

## 喪生人數統計
以下是敘利亞人權觀察組織宣稱的數字：
| 數字發表日期 | 死於俄軍空襲人數 | 死於俄軍空襲人數 | 死於俄軍空襲人數 | 死於俄軍空襲人數 |
| 數字發表日期 | 伊斯蘭國         | 其它反對派部隊   | 平民             | 總計             |
| ------------ | ---------------- | ---------------- | ---------------- | ---------------- |
| 2015-11-20   | 381              | 547              | 403              | 1,331            |
| 2016-01-20   | 893              | 1,141            | 1,015            | 3,049            |
| 2016-03-18   | 1,276            | 1,567            | 1,799            | 4,642            |
| 2016-05-30   | 2,270            | 1,971            | 2,099            | 6,340            |
| 2016-08-20   | 2,574            | 2,476            | 3,089            | 8,139            |
| 2016-09-30   | 2,746            | 2,814            | 3,804            | 9,364            |
| 2017-03-30   | 3,284            | 3,315            | 5,013            | 11,612           |
| 2017-09-30   | 4,258            | 3,893            | 5,703            | 13,854           |
| 2018-03-31   | 4,865            | 4,651            | 7,667            | 17,183           |
| 2018-07-31   | 5,201            | 4,868            | 7,928            | 17,997           |

## 反應
叙利亚
敘利亞駐俄羅斯大使Ryad Haddad表示俄軍行動得到敘利亞軍方的充分協調配合，而俄羅斯的行動是根據國際法之下唯一合法的外國干預行動。
 伊拉克
伊拉克总理海德尔·阿巴迪在电视采访中称，如果莫斯科提出了要求，他将考虑允许俄罗斯空袭在伊拉克境内的“伊斯兰国”组织圣战分子。
一些伊拉克民眾視俄羅斯總統普京為「什葉派的救世主」。
 美国
美國國會眾議院外交委員會主席埃德·羅伊斯在2015年10月8日表示俄羅斯總統普京兩星期在敘利亞的行動較美國總統奧巴馬兩年以來還多。
有美國官員於2015年10月向媒體透露有多達150名由中央情報局訓練的敘利亞反政府軍成員被俄軍的空襲炸死。

### 其他
敘利亞庫爾德族的人民保衛軍和民主聯盟黨支持俄羅斯對伊斯蘭國、努斯拉陣線和自由沙姆人伊斯蘭運動的空襲，並呼籲俄羅斯向他們提供武器和合作對抗伊斯蘭國。
2015年10月12日，恐怖組織努斯拉陣線的首領阿布·穆罕默德·朱拉尼呼籲敘利亞反政府武裝每天用大量導彈攻擊在拉塔基亞省的阿拉維派村鎮，以報復俄軍空襲。
2015年10月31日，一架從埃及沙姆沙伊赫起飛的俄羅斯客機被放置在機上的炸彈炸毀，造成機上224人全部喪生，伊斯蘭國西奈省宣布负责，表示此次袭击是为了報復俄軍空襲。